# 地獄
地獄是一個地方或狀態，根據許多宗教，一個人在死後可能會因為他們的過錯或違犯等而最終永久進入其中。 在直接概念時間的宗教中，例如基督教和伊斯蘭教，地獄通常是永恆的。同樣，在循環時間觀念的宗教中，如佛教，地獄是轉世之前的一個臨時場所。简单的概念就是 以“光年”之久方可有离开的念想，基本上 没有任何一个宗教或民间信仰可以证实地球上的生物是已经经过轮回之行的，除了“上帝”/造物主。
死後受苦的信仰由來已久，但並非所有宗教都存在。在許多宗教中，死後的生活是一種夢幻般的狀態，不一定伴隨著懲罰等。例如，在古代芬蘭人的信仰中，死人像陰暗的幽靈一樣在 Tuonela （芬蘭的冥界對應概念）裡游盪。 在一些古老的文化中，以死者生前所做的事來為其評價的觀念逐漸發展起來；死者會因其生前被社會認定是好的行為，而在死後受表揚，反之則受懲罰。
在基督教和伊斯蘭教傳統的現代宗教中，地獄是人死後因惡行而受到永恆懲罰的地方。猶太教對地獄沒有明確的概念。印度教和佛教關於暫時地獄的觀念與人的重生淨化有關，道教受佛教影響也有地獄概念，還有泰山、酆都兩套系統。儒教和神道教中沒有地獄，但它出現在中國傳統神話中。
地獄在藝術和文學中得到了廣泛的描述。例如，但丁的《神曲》和約翰·彌爾頓的《失樂園》都是著名的關於人類思想以及以地獄形象來討論邪惡相關概念的文學作品。
在宗教和民間傳說中，地獄是來世中邪惡靈魂遭受懲罰性痛苦的地方，通常是透過酷刑，作為死後永恆的懲罰。宗教通常將地獄置於另一個維度或地球表面之下。其他來世目的地包括煉獄、靈薄獄、天堂、樂園和冥界等。
其他信仰不將來世視為懲罰或獎勵的地方，僅描述死者的居所、墳墓、位於地球表面以下的中立地點（如冥界）。古代美索不達米亞、希臘、羅馬和芬蘭信仰概念中涵蓋從活人之地進入冥界的入口。
根據許多宗教的觀點，地獄是一個荒涼的、超凡脫俗的地方，懲罰在這個世界上犯下的被其所屬信仰所禁止的行為。 根據信仰的不同，它被認為是死者的毀滅、淨化或永恆詛咒的地方。 根據基督教的傳統觀念，它是惡人死後的折磨之地，居住著惡魔和魔鬼。 然而，在現代基督教教義中，這個想法已經以各種方式進行了修改，甚至被完全放棄。

## 各種文化中的地獄

### 華人民間信仰
在華人宗教信仰中，相對於人世間，有鬼神所居的「幽冥」、「天界」、「仙境」一說。幽冥，又稱陰間、陰司、黃泉、幽都，主管人間生死壽夭，對生前善惡賞罰，為陰曹地府之所在。其構造體系，源自古代中國掌管刑獄的司法官僚系統。
幽冥（古時凡非陽世即幽冥，甚至包括天神與山精水魅的居住地）的概念大於地府（陰間中亡魂居住的地方），地府的概念大於地獄（地府中犯罪亡魂被拷打的地方）。一般人死後，先到各縣、州、府、都城隍處接受初審，再逐步移送地府。根據《太平經》，人在世間，「為善亦神自知之，惡亦神自知之」，行善之人，則其在陰曹的命簿「無惡之辭」，「天見善，使神隨之，移其命籍，著長壽之曹」，不僅能長壽，而且還能讓子孫得福，上善之人則能成神；行惡之人，死時則入惡曹地府判罪受罰，而以後還有改過自新的機會。
佛教從印度傳入華夏後，道教受它影響又發展出18層地獄的概念。

### 佛教
佛教以地獄（捺落迦）為六道（或說五道）之一，認為人在命終後，個人會依生前所造的善與惡的業力，而投生六道輪迴。作惡業者，投生於地獄或其它惡趣；作善業者，投生於天界；修諸梵行、止觀者，能導向涅槃脫離輪迴。在佛教的宇宙論中，地獄界爲輪迴流轉中最痛苦、最低劣的生存界，可分為極為炎熱、燒燙的火獄，以及極度冰冷的寒獄這兩種類型。投生於地獄不是永恆的，地獄有情（眾生）雖長時受苦，但亦會因為惡業報盡，而再次投生於他界。
大乘佛教的菩薩聖者地藏菩薩，發願於地獄之中（以威神願力示現），救渡地獄眾生。地藏菩薩生大悲心救拔六道眾生，因地獄眾生所受業報最為苦痛，故有「地獄不空，誓不成佛，眾生度盡，方證菩提」的悲切大願。

#### 十八地獄
地獄的外圍是鐵圍山，鐵圍山隔斷了陽間與陰界，並且地獄的各個部分也是由鐵圍山隔斷。
據《十八泥犁經》有十八地獄，但非一層層的十八層，而是地底八火獄和天際十寒獄，以生前所犯惡行輕重，來決定受苦時間長短。每一地獄，又比前一地獄增苦二十倍和增壽一倍，全是刀兵殺傷、大火大熱、大寒大凍、大坑大谷等惡劣環境。
佛教之地獄說是與其輪迴觀念有關，以便形象地解析「孽」與「果報」，以導人向善。

### 印度教
印度教的前身婆羅門教傳說第一個死去的人叫做閻摩（Yama），後來演化為印度教的陰間的主宰閻羅王。其後思想被佛教所吸收，成為二十諸天之一。《玄应音义》中称阎罗王兄妹，閻摩與阎蜜（Yami），兄管男鬼、妹管女鬼。印度教只認為地獄是靈魂投胎轉世的一個階段。

### 猶太教
早期的猶太人不相信有天堂和地獄，這並非早期猶太教的教義。據古波斯宗教的學者研究，「在巴比倫之囚以前，猶太人並不相信有天堂和地獄。……舊約幾乎沒有提到過天堂和地獄。」此觀念是受瑣羅亞斯德教影響而產生的。
聖經裡的一些描寫和表像：
《申命記》29：23 寫著「遍地都是硫磺、鹽和火燒、沒有耕種、沒有出產、連草都不生長。」
《申命記》32：24「你要被火吞滅」
《猶大書》7 「在永火裏受刑罰」
《詩篇》11：6「有烈火、硫磺、熱風」
《以賽亞書》14：11「陰間，下鋪的是蟲、上蓋的是蛆。」
《以賽亞書》38：18「下到陰間的人 不能盼望你的真理。」
《以賽亞書》5：14「故此、陰間擴張了，開了無限量的口…尊貴人要降為卑」
《以賽亞書》57：9「自卑自賤 直到陰間」
《以西結書》32：24「與下坑的人一同擔當羞辱」

### 基督教
按照基督教《聖經》希臘文原文和意義分別是：

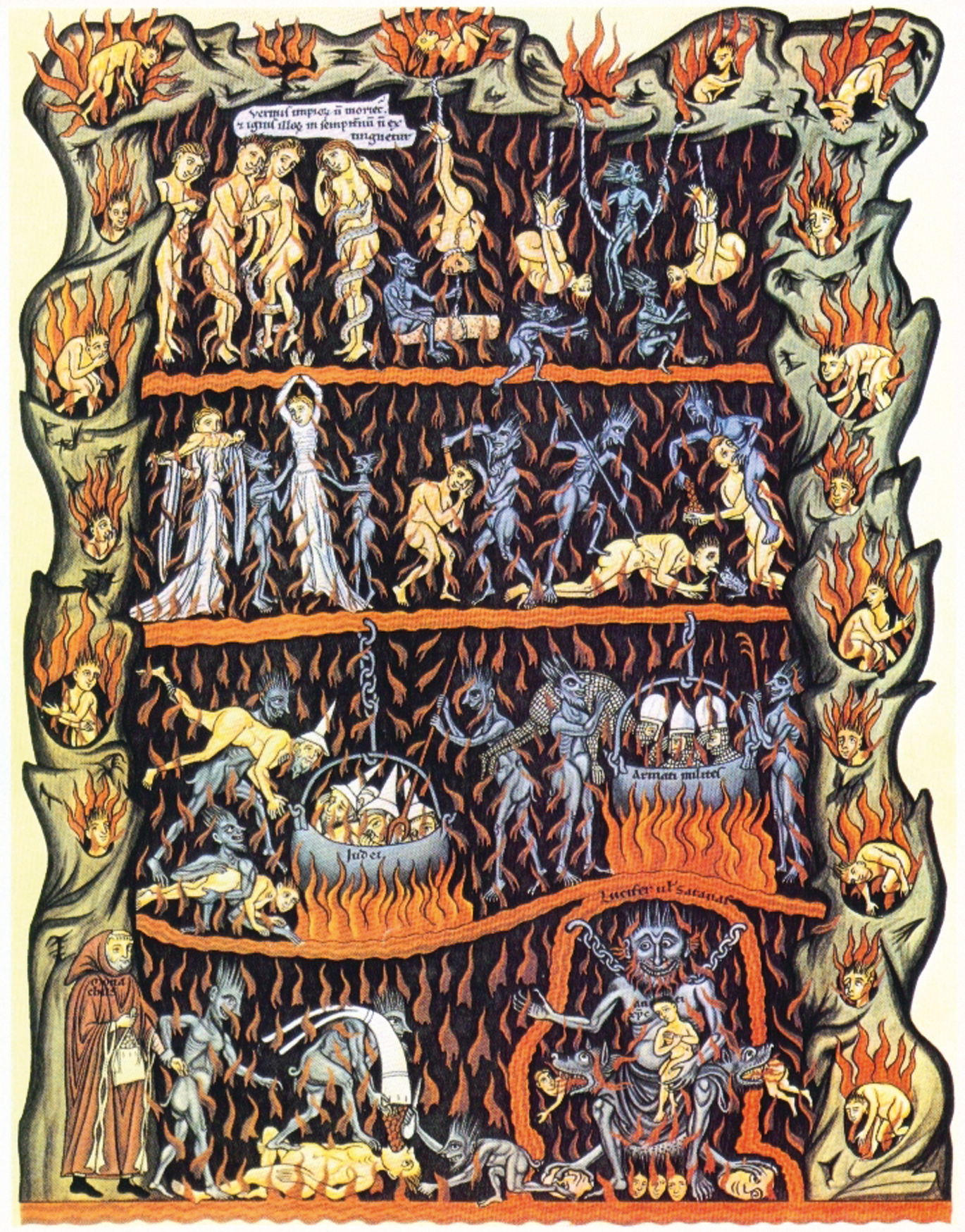
欧洲基督教中世紀的地獄插圖

- 磯漢那（Geenna），指欣嫩谷，是过去位于耶路撒冷城墙外的一个谷地，当时的以色列人在此焚燒罪犯尸体（如果人犯罪严重就不配复活，因此犹太人认为不知悔改的人不配进入墓地安葬，只能扔到这个谷自然腐烂或者被焚烧）及生活垃圾。当时的人们还在垃圾上撒上硫磺以帮助燃烧，因此这个地方总是烟雾缭绕。
- 海地司（Hades），指死人的地方。
- 塔塔魯斯（Tartaroo），描述撒但及其反叛天使堕落的动词，意思是“扔到tartar里去”。

### 伊斯兰教
伊斯兰教各派别基本都完全接受地狱的概念，不像基督教那样，各教派对地狱各执一词。

### 耆那教
耆那教認為地獄是由惡魔掌權，罪人會受到折磨的，直到一生的積惡全都清除為止。

### 古埃及宗教
阿努比斯將死者的心臟與玛阿特的羽毛放在天秤上。要是心臟比羽毛重，代表該人罪孽深重。阿努比斯便會將他交給阿米特吞下，永遠不得安息。

### 古希臘宗教

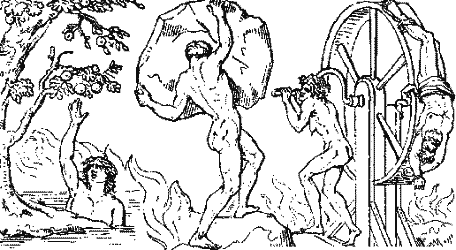
坦塔洛斯、薛西弗斯與伊克西翁在地獄的情形。

地獄（或音譯為塔耳塔羅斯）不認為是直接屬於冥界的一部份，祂是被描述位於由天界至塵世到冥界以降的遙遠下方之處。此處相當黑暗無光，是個無窮的折磨空間；古希臘關於地獄是如同潮濕且陰鬱愁苦的坑洞，周圍有青銅的牆垣圍繞著，並且在遠處還有三層黑夜所籠罩。那裡主要是以在塵世間違犯宗教上與道德上罪愆的極惡之人必須在此因他們在生前的所做所為接受懲治，尤其是褻瀆神明的罪人必到地獄受懲。
根據詩人赫西俄德的描述，一個青銅砧從天空落至地面需要九天九夜的時間，因此連一個客體從地面到地獄也是相同的時間量。

## 文學作品

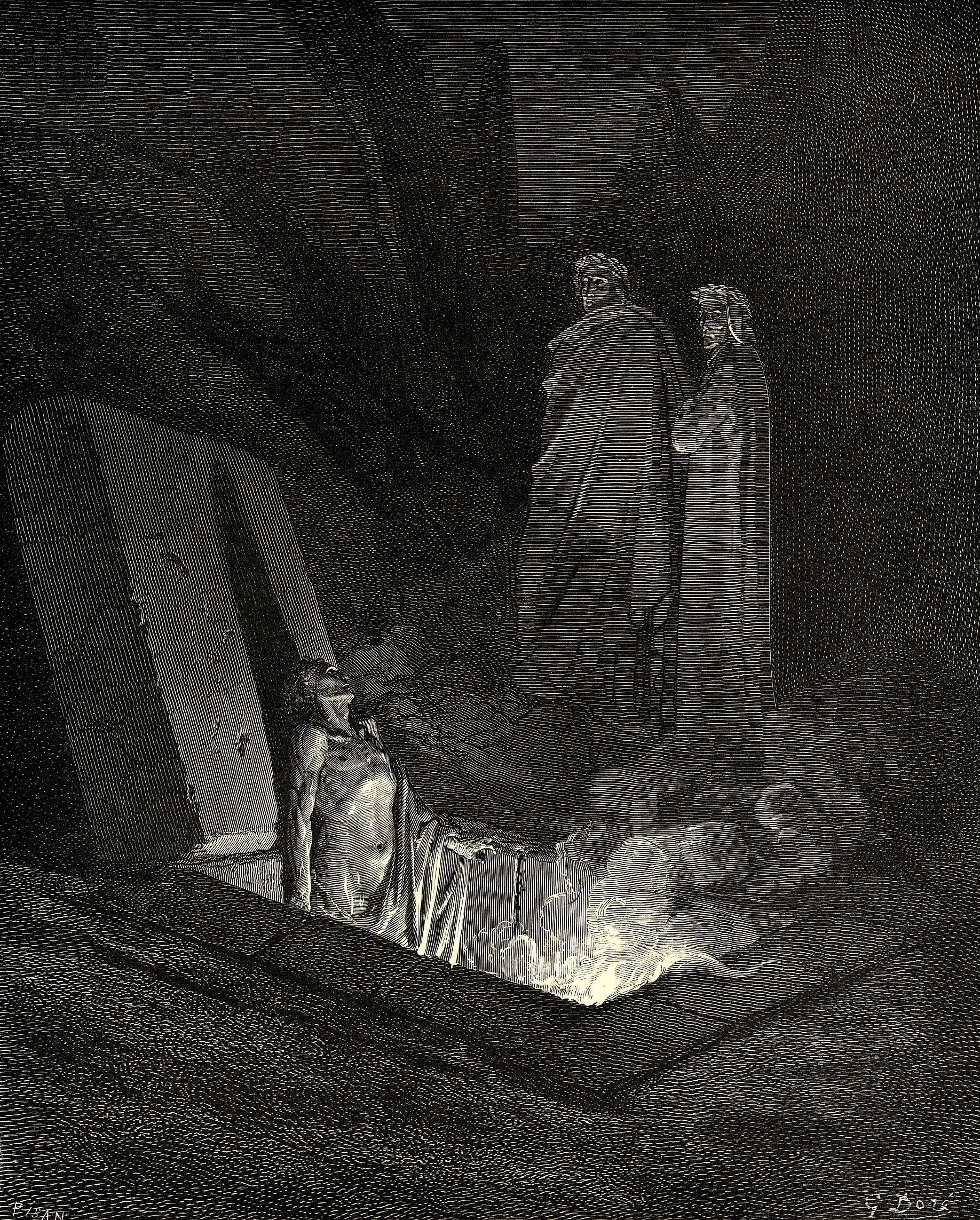
但丁《神曲·地狱》中的插图，地狱入口

文艺复兴时期意大利诗人但丁在《神曲》·《地獄》中详尽描写地狱的情況。但丁描述的地獄是一個大漏斗，中心在耶路撒冷，從上到下逐漸縮小，越向下所控制的靈魂罪惡越深重；地心是魔王撒但掌握漏斗頂端。

## 影视作品
地獄 (1979年电影)，1979年日本奇幻电影，由日本女演员原田美枝子领衔主演。

## 旅遊景點
- 中國重庆的丰都县以自古以来的鬼文化和鬼城而闻名。
- 柬埔寨的吳哥窟南翼迴廊有一浮雕壁畫《閻摩的審判／天堂與地獄》，描述的是天堂和地獄的景況。吳哥寺內的三層方形迴廊，分別象徵著人間、地獄、天堂。
- 在新加坡的虎豹別墅，有一處以地獄為主題的博物館。2021年完成加裝空調設備後，轉為需要付費參觀的博物館。